# Jennifer Shahade
Jennifer Shahade (31 de dezembro de 1980) é uma jogadora de xadrez, jogadora de pôquer, comentarista e escritora americana. Ela é duas vezes Campeã Feminina dos Estados Unidos e tem o título FIDE de Mulher Grandmaster. Shahade é autora dos livros Chess Bitch e Play Like a Girl e coautora de Marcel Duchamp: The Art of Chess. Ela é a Diretora do Programa Feminino da US Chess, Embaixadora da MindSports para o PokerStars e membro do conselho do World Chess Hall of Fame em Saint Louis.
Shahade nasceu na Filadélfia, Pensilvânia. Ela é filha do mestre da FIDE, Mike Shahade, e da professora e autora de química da Universidade Drexel, Sally Solomon. Seu pai é cristão libanês e sua mãe é judia. Seu irmão mais velho, Greg Shahade, é um Mestre Internacional.